# Orde de la Corona de Romania
L'Orde de la Corona de Romania (romanès:Ordinul Corona Romaneii) és un orde militar atorgat per Romania. Va ser creat pel rei Carles I de Romania el 14 de març de 1881 per commemorar la fundació del Regne de Rumania (dia de la independència del país). Va ser lliurada com una ordre d'estat fins al final de la monarquia romanesa en 1947. va ser reinstaurada el 30 de desembre de 2011 com ordre dinástica.

## Clases
L'orde va ser creada en 5 graus: 
- Gran Creu, amb la insígnia suspesa d'una banda i l'estrella sobre el pit.(limitat a 25)
- Gran Oficial, amb la insígnia colgada del coll i l'estrella sobre el pit.(limitat a 80)
- Comandant, amb la insígnia colgada del coll.(limitat a 150)
- Oficial, con la insígnia en plata daurada i penjada d'un galó. El galó porta una roseta.(limitat a 300)
- Cavaller, amb la insígnia en plata i colgada d'un galó.(sense limit)[5]

Només s'atorgaren un total de 200 Grans Creus al mèrit civil i 50 al mèrit militar.
El 2 de febrer de 1937 se afegiren les espases a tots els graus de l'orde, i el 1938 va tenir 2 noves reformes: el 8 d'agost es regulà la seva concessió per mèrit militar en temps de pau, i a partir de 1938, l'orde "amb espases" passà a denominar-se "galó de guerra"
El 19 de desembre de 1939 es creà la versió per a dames; i el 30 de juny de 1941, la "condecoració per valentia militar" quedà oberta a tots els graus de l'orde. Finalment, a partir del 27 d'abril de 1942, al començar la mobilització obligatòria, els períodes previstos als estatuts entre un grau i el superior van abolir-se, precedint una "M" al nom del receptor els annals de l'orde.
L'orde quedà dissolta al [1947] després de l'abdicació del rei Miquel I després de l'ocupació soviètica de Romania.

## Disseny
El caràcter religiós de el model de 1881 és una creu de Malta de vuit puntes, esmaltada en vermell, amb un marge més ampli d'or i blanc. En els angles de la creu hi havia les "C", les inicials de l'fundador. El medalló al centre de la creu mostra una corona reial sobre un fons vermell fosc. El medalló està envoltat per una vora blanca envoltat per la inscripció PRIN NOI INSINE (per nosaltres mateixos) i per la data de la fundació de l'14 de març de 1881. A la part posterior de l'medalló està el dia de l'estatut i els anys 1866 (referèndum), 1877 (completa independència romanesa), 1881 (proclamació de Carol com a rei de Romania).

A les ocasions en què l'orde era atorgada per valentia, el galó era vermell, amb franges de 5mm en blau cel als costats. El galó "Virtut Militar" només estava autoritzat pels graus de Cavaller i Oficial.

## Galeria d'imatges

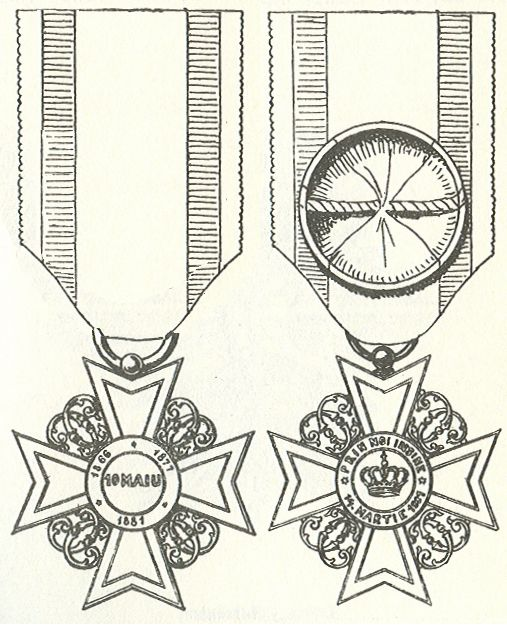
Oficial
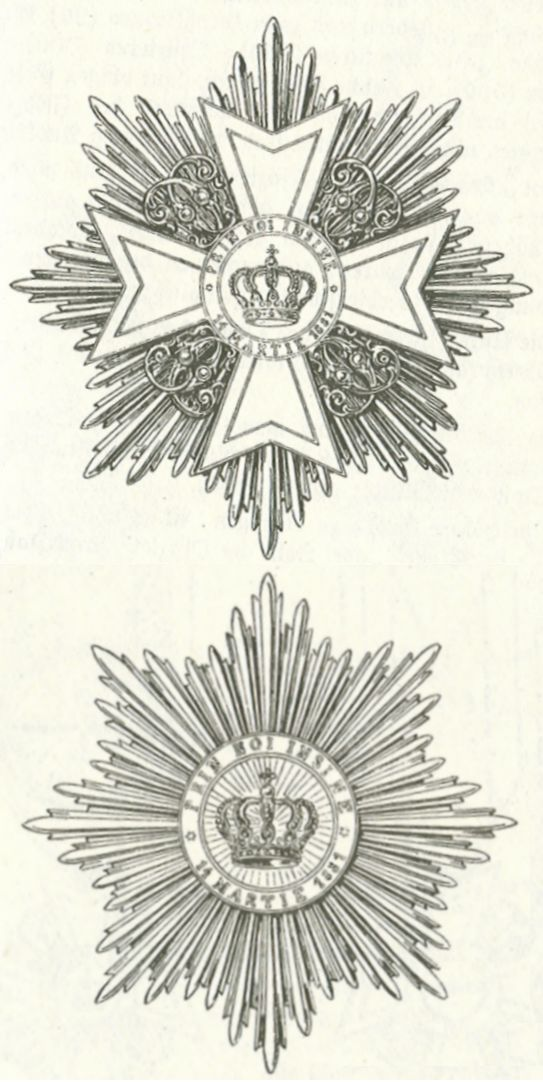
3 models d'Estrelles